# Ernst Vollert (Verleger)

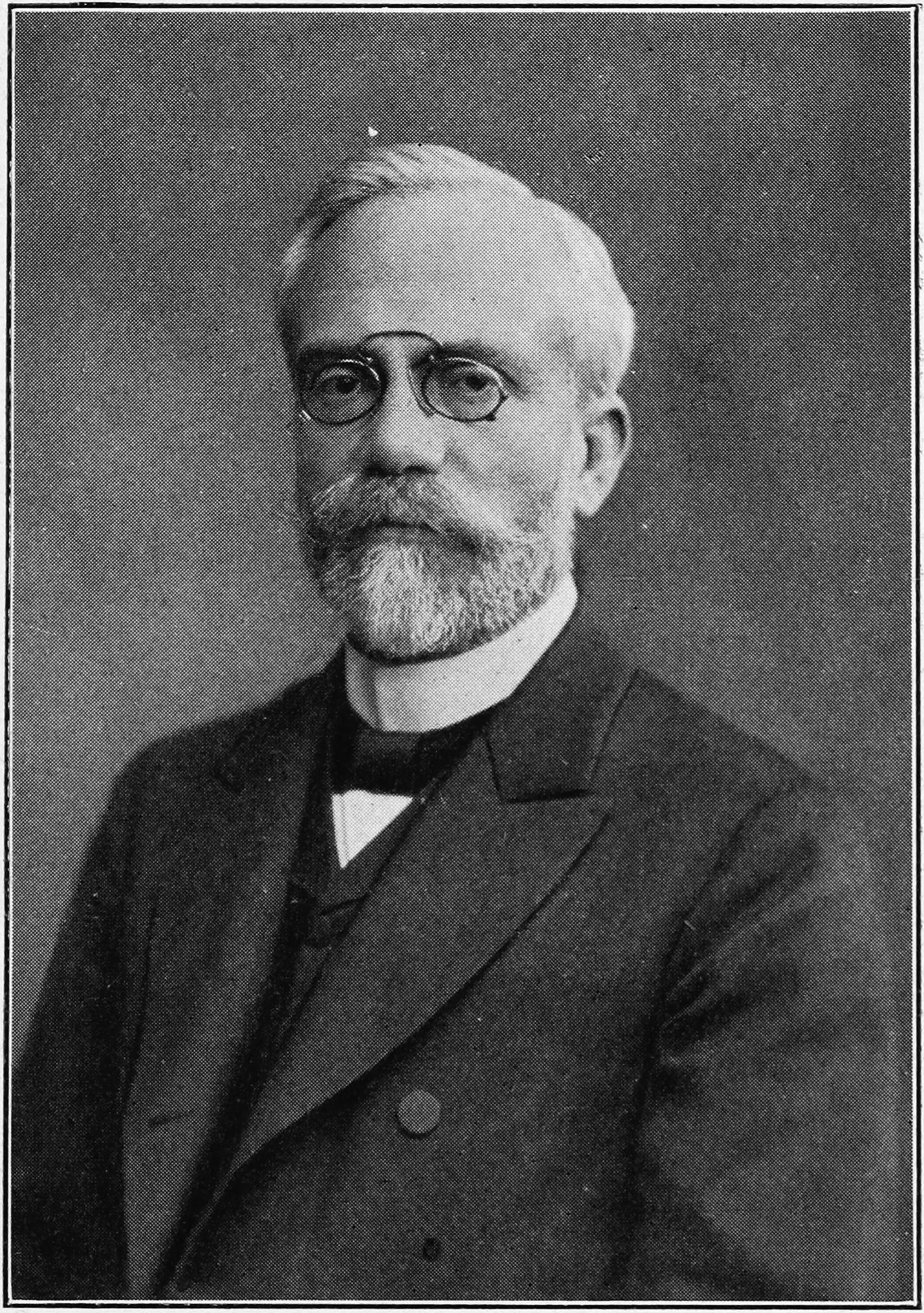
Ernst Vollert

Ernst Vollert (* 27. Juli 1855 in Jakobshagen, Pommern; † 12. April 1931 in Berlin) war ein deutscher Verlagsbuchhändler.

## Leben und Wirken
Nach Besuch der höheren Bürgerschule in Stargard absolvierte er ab 1869 eine vierjährige buchhändlerische Lehrzeit im gleichen Ort. Anschließend betätigte er sich im Sortimentsbuchhandel in Berlin und in Bromberg. 1882 wechselte er zum Verlagsbuchhandel und wurde Kollektivprokurist im Verlag von Paul Parey in Berlin, der speziell auf Landwirtschaft und Naturwissenschaften ausgerichtet war. 1888 folgte sein Einsatz als Geschäftsführer, 1891–1928 als Mitinhaber (neben Paul Parey) der Weidmannschen Verlagsbuchhandlung, die sich vorrangig der Altertumswissenschaft widmete. Dazu gehörte neben den Handbüchern für die klassische Altertumswissenschaft die verlegerische Betreuung der Monumenta Germaniae Historica, der Monumenta Germaniae Paedagogica, der Regesta Pontificum Romanorum, des Codex Theodosianus sowie der Göttingischen Gelehrten Anzeigen. Dazu konnte 1903 noch R. Gaertners Schulbücherverlag übernommen werden.
Vollert war Mitglied des Vereins jüngerer Buchhändler Krebs (1884–1886 als Vorsitzender), der Vereinigung der Berliner Mitglieder des Börsenvereins (1894 als Vorsitzender), der Korporation der Berliner Buchhändler (1900–1905 und 1912–1917 als Vorsitzender) sowie des Börsenvereins der Deutschen Buchhändler zu Leipzig (1907–1910 als Vorsitzender). Außerdem war er Mitglied der Preußischen Literarischen Sachverständigenkammer. Für seine Verdienste um die Wissenschaft wurde ihm 1902 von der Universität Halle-Wittenberg die philosophische und 1924 von der Universität Heidelberg die juristische Ehrendoktorwürde verliehen. Weiterhin wurde er 1922 von der Berliner Akademie der Wissenschaften mit der silbernen Leibniz-Medaille geehrt.
Ernst Vollert starb 1931 im Alter von 75 Jahren in Berlin und wurde auf dem Alten St.-Matthäus-Kirchhof in Schöneberg beigesetzt. Im Zuge der von den Nationalsozialisten 1938/1939 durchgeführten Einebnungen auf dem Friedhof wurden Vollerts sterbliche Überreste auf den Südwestkirchhof Stahnsdorf bei Berlin umgebettet. Sein dortiges Grab ist erhalten geblieben.

## Schriften
- Die Bestellanstalt für den Berliner Buchhandel. Festschrift, Berlin 1893. Digitalisierung: Zentral- und Landesbibliothek Berlin, 2020. URN urn:nbn:de:kobv:109-1-15415069
- Die Korporation der Berliner Buchhändler. Festschrift, Berlin 1898. Digitalisierung: Zentral- und Landesbibliothek Berlin, 2020. URN urn:nbn:de:kobv:109-1-15418717
- Paul Parey. In: Biographisches Jahrbuch und Deutscher Nekrolog, Bd. 6, 1901 (1904), S. 479–481
- Ernst Vollert. In: Gerhard Menz (Hrsg.): Der deutsche Buchhandel in Selbstdarstellungen, Bd. 1, S. 205–226 (mit Portraitfoto)
- Die Weidmannsche Verlagsbuchhandlung in Berlin 1680–1930, Berlin 1930